# Operazione Orchard
L'operazione Orchard (talvolta chiamata operazione Outside the Box, in ebraico מבצע מחוץ לקופסה‎?, Mivtza MiHutz LaKufsa) fu un attacco aereo dell'Heyl Ha'Avir, aeronautica militare israeliana, al reattore nucleare siriano di Al Kibar, nel governatorato di Deir el-Zor.
Dal 2001 il Mossad seguiva le visite in Siria di dignitari nordcoreani e, dopo aver inizialmente accantonato l'ipotesi di una cooperazione per lo sviluppo di armi nucleari, nel 2007 informò il primo ministro Ehud Olmert che Damasco stava lavorando con Corea del Nord e Iran alla costruzione di un reattore nucleare da cui poter estrarre Plutonio per scopi militari.
Il reattore, costruito vicino alle rive dell'Eufrate nel governatorato di Deir el-Zor, era noto solo alle alte sfere del regime siriano. Il sospetto israeliano riguardo ad un possibile programma nucleare siriano fu confermato da attività di intelligence condotte dall'Aman. Secondo il giornale statunitense The New Yorker, i funzionari israeliani si sarebbero intrufolati nella camera d'albergo viennese di Ibrahim Othman, funzionario siriano presso l'Agenzia internazionale per l'energia atomica, copiando il contenuto del portatile. Riuscirono ad ottenere immagini ad alta qualità del reattore, giungendo alla conclusione che si trattasse di un reattore a scopi militari, vista anche la somiglianza strutturale con quello nordcoreano di Nyongbyon.
Israele ha confermato la propria responsabilità solamente il 21 marzo 2018, ovvero più di dieci anni dopo dall'attacco, divulgando i dettagli dell'operazione, oltre che materiale declassificato, sia documentale che fotografico.

## Pianificazione dell'operazione
Vista l'importanza dei dati ottenuti dall'intelligence militare, il Ramatkal delle forze di difesa israeliane Gabi Ashkenazi decise che il dossier riguardante il reattore siriano fosse in cima alle priorità dell'intero apparato militare israeliano. Dopo aver analizzato con l'ausilio di psicologi eventuali reazioni da parte di Bashar al-Assad al bombardamento del reattore, i funzionari militari israeliani provarono a studiare la strategia militare dell'attacco. Dopo aver scartato l'idea di una possibile operazione terrestre (sebbene fosse stata costruita una copia del reattore a fini addestrativi nell'area di Dimona), nell'agosto 2007 vi fu un incontro tra il primo ministro Ehud Olmert e il suo ministro della difesa Ehud Barak nel quale quest'ultimo consigliò di attaccare il reattore di inverno piuttosto che in estate, ricevendo il parere favorevole del premier.
Il governo statunitense di George W. Bush si dimostrò inizialmente riluttante ad un attacco al reattore, preferendo la via diplomatica. Essa consisteva in una forte pressione sul regime siriano affinché esso rinunciasse ad un programma nucleare. Il premier israeliano Ehud Olmert non accettò mai questa soluzione e ritenne che Israele avesse il pieno diritto di attaccare il reattore.
Il 4 settembre 2007, l'Aeronautica militare israeliana ha fornito al governo di Israele un possibile piano di attacco. Nel pomeriggio dello stesso giorno, il giornalista statunitense James Rosen chiese all'ambasciata israeliana a Washington eventuali informazioni circa il programma nucleare siriano. Al fine di evitare fughe di notizie, il 5 settembre si riunì il Gabinetto di Sicurezza dello Stato di Israele, il quale deliberò l'immediata esecuzione dell'attacco su iniziativa del premier, del ministro della difesa e del ministro degli esteri Tzipi Livni.

## L'attacco
Alle 22:30 circa del 5 settembre, iniziò l'attacco. Dalla base di Hatzerim, decollarono 4 cacciabombardieri F-15I Ra'am del 69º Squadrone, assistiti da 4 F-16I Sufa del 119º e 253º Squadrone decollati dalla base aerea di Ramon nel deserto del Negev, e da un imprecisato velivolo ELINT (probabilmente un EL/W-2085) del 122º Squadrone di stanza a Nevatim.
Dopo aver distrutto una stazione radar e confuso la difesa aerea siriana tramite operazioni di guerra elettronica, alle 00:45, ora siriana, gli aerei israeliani hanno sganciato circa 18 tonnellate equivalenti di esplosivo sul reattore, distruggendolo. Successivamente, la formazione si è diretta a nord, entrando nello spazio aereo turco e esclamando nei canali di comunicazione la parola d'ordine "Arizona", scelta per indicare l'esito positivo dell'operazione. Le forze aeree sono quindi rientrate alle rispettive basi intorno alle ore 2:30 del giorno successivo.

## Reazioni
Il governo siriano inizialmente riferì di aver abbattuto alcuni aerei israeliani sul proprio territorio. Ciò non ha mai trovato né conferma né smentita da parte dei funzionari israeliani. Tutti i membri del governo di Israele hanno mantenuto il completo silenzio riguardo all'operazione. La Censura militare delle forze di difesa israeliane ha obbligato altresì i giornali ad analizzare attentamente ogni notizia al riguardo.
Il successivo 1º ottobre, il presidente siriano Bashar al-Assad ha riferito alla BBC di non essere disposto a rispondere con l'uso delle armi in quanto l'attacco ha colpito strutture militari abbandonate. Lo stesso giorno, il ministro degli esteri siriano Walid al-Mouallem ha tenuto un discorso dinanzi all'Assemblea generale delle Nazioni Unite, affermando che la notizia di un attacco ad un ipotetico reattore o centro logistico per l'invio di armi ad Hezbollah sono tutte finzioni finalizzate a giustificare l'attacco israeliano.
L'Agenzia internazionale per l'energia atomica ha successivamente ispezionato il sito colpito, rilevando la presenza di materiale radioattivo (nello specifico uranio). Il governo siriano ha ribattuto affermando che il materiale fosse stato scaricato appositamente dalle forze israeliane. Nella definitiva relazione della IAEA, rilasciata nel 2011, viene evidenziato come la struttura fosse effettivamente un reattore nucleare in costruzione.